# Miconia glandulifera
Miconia glandulifera är en tvåhjärtbladig växtart som beskrevs av Célestin Alfred Cogniaux. Miconia glandulifera ingår i släktet Miconia och familjen Melastomataceae. Inga underarter finns listade i Catalogue of Life.